# 君と旅立とう
「君と旅立とう」（きみとたびだとう、伊: Con Te Partirò（） [kon ˈte ppartiˈrɔ]）は、イタリアの歌手アンドレア・ボチェッリが1995年に発表した楽曲。オペラティック・ポップを代表する曲の一つであり、クラシカル・クロスオーバーの先鞭を付けた曲でもある。オリジナルの歌詞は全編イタリア語。
1995年2月にサンレモ音楽祭で初めて歌われ、同年春に発売のセカンド・アルバム『ボチェッリ』に初収録された。作詞はルーチョ・クアラントット、作曲はフランチェスコ・サルトーリで、その後「生きる」をカップリング曲としてシングル発売されている。この時の音楽チャートで1位を記録した国のうち、フランスでは歴代最多販売枚数の100位圏内に入り、ベルギーでは歴代最多販売枚数1位を記録した。
そしてこの曲の知名度を広く上げたのが、1996年にイギリスのソプラノ歌手サラ・ブライトマンがボチェッリにデュエットを申し出て、曲名及び歌詞の一部をイタリア語から英語の「タイム・トゥ・セイ・グッバイ（英: Time To Say Goodbye）」に変更し、共演したことである。これがヨーロッパ全土で爆発的にヒットし、ドイツでは歴代最多販売枚数を記録したほか、全世界で1200万枚以上を販売し世界歴代最多販売作品の一枚となった。
その後ボチェッリはこの曲の全編スペイン語歌詞による「ポル・ティ・ヴォラーレ（西: Por ti volaré）」を発売し、前述のオリジナル曲「君と旅立とう」及び「タイム・トゥ・セイ・グッバイ」と並んでこれら3バージョンはボチェッリの代表曲となっている。
ブライトマンもこの曲のソロバージョン、全編英語詞の「Time To Say Goodbye」をリリースしている。

## 来歴
シングル発売当初、本国イタリアでは音楽番組でわずかに流される程度で、商業的には必ずしも大ヒットと言えない状況であった。一方、ヨーロッパ他国では大きな反響を呼び、フランスとスイスでは6週連続1位、ベルギーでは12週連続1位を記録しベルギー史上最大の爆発的ヒット曲となった。
ブライトマンの友人で、ドイツの国民的英雄でもあるボクサー、ヘンリー・マスケのヴァージル・ヒルとの引退試合が1996年11月23日に行われた際、試合前にリング上のステージで初めて2人によって歌われ（演奏はロンドン交響楽団による録音）、マスケの退場時もこの曲が流された。その模様はテレビ放送で2100万人以上と言われる視聴者が観ていたこともあり、直後の12月に発売されたシングルはドイツのヒットチャートで14週連続1位となった。
結果的に、シングルが1500万枚、アルバムを含めて2500万枚という世界的大ヒットになり、ブライトマンの収録アルバム『タイム』が『タイム・トゥ・セイ・グッバイ』に変更になったほか、次作『クエスチョン・オブ・オナー』にも収録されるなど、プロモーション面でも様々な影響を及ぼした。以後も多くのアーティストにより歌われている。

## 解説
ボレロ風のリズムに支えられたオーケストラ伴奏とオペラ唱法による荘厳雄大な旋律がエネルギーの充溢を感じさせる力強い曲である。
イタリア語の原題「コン・テ・パルティロ」（伊: Con Te Partirò = 英: With you I am going to leave, I will leave ではない）とは、日本語題の「君と旅立とう」が表す通り、「君とともに（ぼくは）旅立つ」という意味で、英語の「グッバイ」というタイトルが示すような別れの歌ではなく旅立ちの歌である。したがって、結婚式で歌われることも多い。ドイツではカレル・ゴットが歌った Zeit zu geh'n（「出発の時」の意）のタイトルで知られている。

## 評価
イギリスの雑誌『ミュージック・ウィーク』は、デュエット・バージョンを5点満点中5点と評価し、「シングル・オブ・ザ・ウィーク」に選んだ。 また、「ほとんどがイタリア語で歌われ、美しく高らかなメロディが真のネッスン・ドルマの可能性を与えている」と付け加えた。

## 主題歌・挿入歌としての使用
アメリカ映画『ウォンテッド』では、主役のウェズリー（ジェームズ・マカヴォイ）がフォックス（アンジェリーナ・ジョリー）とリムジンに乗った男を殺害するシーンで流される。同作のエンドロールには「Time To Say Goodbye」Sarah Brightman、Andrea Bocelliとクレジットされている。
アメリカのアニメ映画『マダガスカル3』では、キツネザルのキング・ジュリアンとクマのソーニャがローマでデートをするシーンで流される。
韓国の配信ドラマ『イカゲーム』のシーズン2では、第1話においてコン・ユ演じるメンコ男がイ・ジョンジェ演じるソン・ギフンとロシアンルーレットゲームをするシーンで流される。
日本ではドラマ『外交官 黒田康作』および同ドラマの劇場版『アマルフィ 女神の報酬』で主題歌として使われた（なお映画版では、サラ・ブライトマン本人が出演している）。また、人気メダル競馬ゲームであるSTARHORSE2内のSWBCというビッグレースで使われている曲であるため、ゲームファンや競馬ファンにも親しまれている。

## クレジット
- 作曲：フランチェスコ・サルトーリ
- 作詞：ルーチョ・クアラントット

## カバー
- 島田歌穂 - 1998年にシングル『タイム・トゥ・セイ・グッバイ 〜さよならの時刻（とき）』として松本隆の訳詞による日本語カバーアレンジ。
- ニール・ショーン - 2001年のアルバム『情熱の音色〜ヴォイス』にインストゥルメンタルのカバーを収録[8]。
- 本田美奈子. - 2003年のアルバム『AVE MARIA』に収録。
- 秋川雅史 - 2005年のアルバム『威風堂々』に収録。
- 河村隆一 - 2006年のアルバム『evergreen 〜あなたの忘れ物〜』（初回限定盤のみ）に収録。
- カノン - 2007年のアルバム『Precious』に収録。
- 新妻聖子 - 2010年のアルバム『アンダンテ』に収録。
- 高垣彩陽 - 2011年のアルバム『melodia』に収録。
- LE VELVETS - 2012年のアルバム『Le Velvets』に収録。
- 海上自衛隊東京音楽隊／三宅由佳莉 - 2013年のアルバム『祈り〜未来への歌声』に収録。
- ELISA - 2016年のアルバム『GENETICA』に収録。
- サラ・オレイン - 2017年のアルバム『ANIMA』に収録。

## チャート・認定
| チャート（1996年・1997年）                    | 最高位 |
| --------------------------------------------- | ------ |
| オランダ・メガトップ100                       | 18     |
| ベルギー フランデレン地域圏・シングルチャート | 1      |
| ベルギー ワロン地域圏・シングルチャート       | 1      |
| フランス・SNEPシングルチャート                | 1      |
| チャート（2007年）                            | 最高位 |
| イギリス・全英シングルチャート                | 69     |

| チャート（1997年）             | 最高位 |
| ------------------------------ | ------ |
| オーストリア・シングルチャート | 1      |
| オランダ・メガトップ100        | 5      |
| フランス・SNEPシングルチャート | 25     |
| ドイツ・シングルチャート       | 1      |
| アイルランド・シングルチャート | 1      |
| スウェーデン・シングルチャート | 31     |
| スイス・シングルチャート       | 1      |
| イギリス・全英シングルチャート | 2      |

| 国/地域                                             | 認定        | 認定/売上数 |
| --------------------------------------------------- | ----------- | ----------- |
| オーストリア (IFPI Austria)                         | Platinum    | 50,000*     |
| ドイツ (BVMI)                                       | 11× Gold    | 2,750,000^  |
| 日本 (RIAJ) サラ・ブライトマン独唱による            | Gold        | 0^          |
| スイス (IFPI Switzerland)                           | 2× Platinum | 100,000^    |
| イギリス (BPI)                                      | Platinum    | 600,000^    |
| * 認定のみに基づく売上数 ^ 認定のみに基づく出荷枚数 |             |             |

| 先代 バビロン・ズー「スペースマン」                     | ベルギー フランデレン地域圏 第1位シングル 1996年3月2日 – 1996年5月4日（10週）      | 次代 ジョーン・オズボーン「ワン・オブ・アス」                            |
| 先代 ボリス「ソワレ・ディスコ」                         | ベルギー ワロン地域圏 第1位シングル 1996年6月8日 – 1996年7月6日（5週）             | 次代 ロス・デル・リオ「恋のマカレナ」                                    |
| 先代 チック・タック・トー「お金があれば…。」            | ドイツ 第1位シングル 1996年12月13日 – 1997年3月7日（13週）                         | 次代 チック・タック・トー「なぜなの…。」                                 |
| 先代 トニー・ブラクストン「アンブレイク・マイ・ハート」 | スイス 第1位シングル 1997年1月19日 - 1997年2月23日（5週）                          | 次代 ノー・ダウト「ドント・スピーク」                                    |
| 先代 トニー・ブラクストン「アンブレイク・マイ・ハート」 | オーストリア 第1位シングル 1997年1月26日 – 1997年2月9日（3週）                     | 次代 ノー・マーシー「ホエン・アイ・ダイ」                                |
| 先代 ガーラ「レット・ア・ボーイ・クライ」               | フランスSNEP 第1位シングル 1997年3月1日（1週） 1997年3月15日 – 1997年4月5日（4週） | 次代 ガーラ「レット・ア・ボーイ・クライ」 リッキー・マーティン「マリア」 |
| 先代 R・ケリー「アイ・ビリーブ・アイ・キャン・フライ」  | アイルランドIRMA 第1位シングル 1997年3月24日 – 1997年6月7日（3週）                 | 次代 ハンソン「キラメキ☆MMMBOP」                                         |